# یواس‌اس بولستر (ای‌آراس-۳۸)
یواس‌اس بولستر (ای‌آراس-۳۸) (به انگلیسی: USS Bolster (ARS-38)) یک کشتی بود که طول آن ۲۱۳ فوت ۶ اینچ (۶۵٫۰۷ متر) بود. این کشتی در سال ۱۹۴۴ ساخته شد.